# Жестед, Рюди
Рюди Жестед (фр. Rudy Philippe Michel Camille Gestede; 10 октября 1988, Эссе-ле-Нанси) — франко-бенинский футболист, нападающий. Выступал за национальную сборную Бенина. Глава футбольного отдела в «Блэкберн Роверс».

## Клубная карьера

### Мец
Уроженец Эссе-ле-Нанси, Жестед в 2004 году в возрасте 16 лет начал выступать за молодёжный состав «Меца». Годом позже он подписал профессиональный контракт с командой «Б» из одноимённого города. В 2007 году был переведён в первую команду, продолжая при этом выступать за команду «Б», но в 2010 году его пятилетний этап в команде «Б» завершился, и он был отправлен на правах аренды в Канны.

### Кардифф Сити

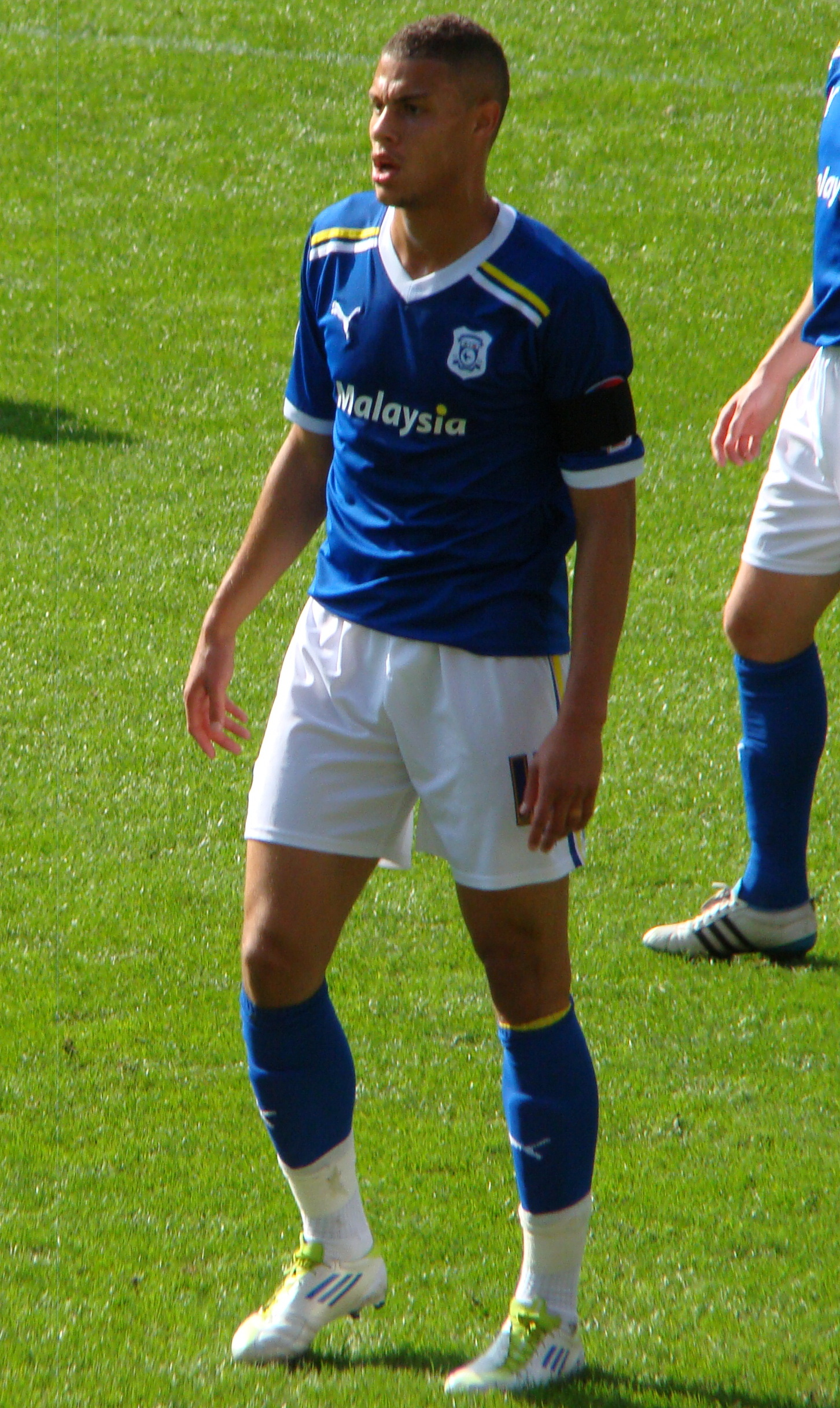
Жестед в составе «Кардифф Сити» в 2011 году

Жестед присоединился к команде «Кардифф Сити», выступающей в Чемпионшипе, на недельный испытательный срок во время тренировочного сбора «Сити» в Севилье, Испания, в июле 2011 года. 15 июля он забил свой первый гол за «Кардифф» на 25-й минуте предсезонного товарищеского матча против «Чарльтон Атлетик». 23 июля Жестед прошёл медицинское обследование и через три дня был представлен в качестве игрока «Кардифф Сити». Он дебютировал за «Кардифф» 7 августа в матче против «Вест Хэм Юнайтед», выйдя на замену на 68-й минуте вместо Роберта Эрншоу и ассистировав Кенни Миллеру, который забил единственный гол в матче. Три дня спустя, 10 августа, Жестед впервые вышел в стартовом составе в матче Кубка лиги против «Оксфорд Юнайтед». Он провел свой 50-й матч, одержав победу со счетом 5:3 над «Хаддерсфилд Таун» и став лучшим игроком матча. Жестед забил свой первый гол за «Кардифф Сити» в матче Кубка лиги против «Лестер Сити», а затем реализовал пенальти в серии послематчевых пенальти, одержав победу над «Лестером» со счетом 7:6.
Первый гол в Чемпионшипе Жестед забил 15 октября в матче против «Ипсвич Таун», и эта игра также стала его первым матчем в стартовом составе в рамках лиги за «Кардифф». Однако в следующей игре, 21 октября, он получил травму подколенного сухожилия, из-за чего выбыл на несколько недель. 10 декабря он сыграл вничью с «Миллуоллом». Жестед реализовал пенальти в полуфинальном матче Кубка лиги против «Кристал Пэлас». Жестед забил свой третий гол за «Кардифф» 14 февраля 2012 года, одержав победу над «Питерборо Юнайтед» со счетом 3:1. В финале Кубка лиги против клуба Премьер-лиги Ливерпуль на стадионе Уэмбли 26 февраля «Кардифф Сити» проиграл со счетом 3:2 по пенальти, а Жестед не реализовал свой удар. 19 апреля Жестед подписал двухлетний контракт до 2014 года.
Жестед получил травму во время предсезонной подготовки, из-за которой пропустил первые два месяца сезона 2012/13. Он вернулся в строй 6 октября, выйдя на замену во втором тайме матча против «Ипсвич Таун». Первый гол в новом сезоне Жестед забил 15 декабря в матче против «Питерборо Юнайтед», проиграв со счетом 2:1. Жестед забил два гола головой, когда «Сити» обыграл «Ноттингем Форест» со счетом 3:0 на стадионе «Кардифф Сити». Он завоевал медаль победителя Чемпионшипа, когда «Сити» завоевал чемпионский титул в апреле 2013 года, и вышел в Премьер-лигу.

### Блэкберн Роверс
26 ноября 2013 года Жестед присоединился к «Блэкберн Роверс» на правах аренды до конца 2013 года из-за того, что его игровое время в «Кардиффе» сократилось после их повышения в Премьер-лигу. Главный тренер «Блэкберна» Гэри Бойер заявил, что Жестед является именно тем игроком, который был нужен команде, чтобы помочь талисману Джордану Роудсу в важном для клуба сезоне.
Жестед забил свой первый гол за «Роверс» 1 января 2014 года в матче против «Лидс Юнайтед» головой, одержав победу со счетом 2:1.
1 января 2014 года Жестед подписал контракт с клубом на постоянной основе сроком на три с половиной года вместе с Томом Кэрни, который также выступал в аренде за «Блэкберне» в то же время, что и он. 21 апреля Жестед оформил хет-трик в первом тайме в матче против «Бирмингем Сити». В апреле он был признан лучшим игроком месяца в Чемпионшипе, забив шесть голов в семи матчах.

### Астон Вилла
31 июля 2015 года, после интенсивных спекуляций, Жестед подписал пятилетний контракт с клубом Премьер-лиги «Астон Вилла» за нераскрытую сумму, предположительно составляющую 6 миллионов фунтов стерлингов. Он дебютировал, выйдя на замену в выездном матче против «Борнмута», забив победный гол (1:0). 22 сентября 2015 года он забил победный гол в матче Кубка Лиги против «Бирмингем Сити» (1:0). 26 сентября 2015 года он оформил дубль в гостевом матче против «Ливерпуля» на «Энфилде» со счетом 3:2.

### Мидлсбро
2 января 2017 года «Астон Вилла» приняла предложение клуба Премьер-лиги «Мидлсбро» о приобретении Жестеда, стоимость которого, как сообщалось, составила около 6 миллионов фунтов стерлингов. Он официально подписал контракт с клубом 4 января 2017 года. Жестед дебютировал за клуб, что ознаменовало возвращение на высший уровень, 14 января 2017 года, сыграв вничью 0:0 с «Уотфордом». Свой первый гол за клуб он забил 19 марта 2017 года, когда «Манчестер Юнайтед» потерпел поражение со счетом 3:1. 21 августа 2017 года «Мидлсбро» отклонил предложение «Лидс Юнайтед» о покупке игрока за 6 миллионов фунтов стерлингов.
Жестед получил травму в сентябре 2017 года, после того как сломал ногу, и после кровотечения ему потребовалась операция. Он восстановился и 2 декабря 2017 года принял участие в матче против «Бристоль Сити». В феврале 2018 года он получил ещё одну травму, которая едва не завершила его сезон — он сломал лодыжку в матче против «Халл Сити». Он вернулся в строй 15 мая 2018 года, выйдя на замену во втором тайме ответного матча полуфинала плей-офф Чемпионшипа против «Астон Виллы».
«Мидлсбро» отпустил Жестеда свободным агентом 30 июня 2020 года после того, как игрок ранее отказался от участия в оставшихся матчах сезона 2019/20.

### Мельбурн Виктори
25 ноября 2020 года «Мельбурн Виктори» объявил о подписании контракта с Жестедом. «Я чрезвычайно рад, что подписал контракт с „Мельбурн Виктори“ на этот сезон. После разговора с руководством клуба, в частности с Грантом Бребнером, я был очень впечатлен их видением футбола, в который они хотят играть, и той ролью, которую они отводят мне».
В своем дебютном сезоне за «Виктори» Жестед провел 18 матчей, в которых забил 5 голов и отдал 2 результативные передачи. Вместе с Джейком Бриммером и Элвисом Камсобой Жестед стал лучшим бомбардиром «Мельбурн Виктори» в сезоне 2020/21.

### Панетоликос
После неудачного сезона в «Мельбурн Виктори» он подписал двухлетний контракт с греческим клубом «Панетоликос», но сыграл всего 3 матча (все в стартовом составе) и забил всего один гол.

### Эстегляль
30 октября 2021 года Жестед подписал двухлетний контракт с «Эстеглялем». Он получил 39-й номер. Шесть дней спустя дебютировал за клуб, сыграв вничью со счетом 1:1 в матче против «Фаджр Сепаси». 24 декабря забил свой первый гол в ворота «Шахр Ходро», одержав победу со счетом 3:0. 17 марта 2022 года он забил через 2 минуты после выхода на замену в матче против «Персеполиса», став первым неиранским игроком Эстегляля, забившим в тегеранском дерби. Он покинул клуб после своего первого сезона, расторгнув контракт по обоюдному согласию сторон.
Год спустя Жестед объявил о завершении карьеры.

## Карьера в сборной
С 2006 по 2008 Жестед выступал за юношескую сборную Франции.
В 2013 году Рюди принял решение выступать за сборную Бенина. В её составе он дебютировал в отборочном матче к чемпионату мира 2014 26 марта 2013 года против сборной Алжира. Рюди удалось отличиться забитым мячом в первой же игре, однако это не спасло бенинцев от поражения 1:3.
В 2019 году Жестед принял решение завершить карьеру в сборной.

## После игровой карьеры
14 июня 2024 года Жестед вернулся в бывший клуб «Блэкберн Роверс» в качестве руководителя футбольного отдела.

## Личная жизнь
Летом 2012 года жена Рюди, Хава, родила первенца, Элайджу Жестед. Он мусульманин.

## Статистика
| Клуб                     | Сезон            | Лига             | Лига | Лига | Кубок | Кубок | Кубок Лиги | Кубок Лиги | Другое | Другое | Итого | Итого |
| Клуб                     | Сезон            | Дивизион         | Игры | Голы | Игры  | Голы  | Игры       | Голы       | Игры   | Голы   | Игры  | Голы  |
| ------------------------ | ---------------- | ---------------- | ---- | ---- | ----- | ----- | ---------- | ---------- | ------ | ------ | ----- | ----- |
| Мец                      | 2010–11          | Лига 2           | 11   | 3    | 2     | 1     | 1          | 1          | –      | –      | 14    | 5     |
| Кардифф Сити             | 2011–12          | Чемпионшип       | 25   | 2    | 1     | 0     | 5          | 1          | —      | —      | 31    | 3     |
| Кардифф Сити             | 2012–13          | Чемпионшип       | 27   | 5    | 0     | 0     | 0          | 0          | —      | —      | 27    | 5     |
| Кардифф Сити             | 2013–14          | Премьер-лига     | 3    | 0    | 0     | 0     | 2          | 1          | —      | —      | 5     | 1     |
| Кардифф Сити             | Итого            | Итого            | 55   | 7    | 1     | 0     | 7          | 2          | —      | —      | 63    | 9     |
| Блэкберн Роверс (аренда) | 2013–14          | Чемпионшип       | 6    | 1    | 1     | 0     | 0          | 0          | —      | —      | 7     | 1     |
| Блэкберн Роверс          | 2013–14          | Чемпионшип       | 21   | 12   | 1     | 0     | 0          | 0          | —      | —      | 22    | 12    |
| Блэкберн Роверс          | 2014–15          | Чемпионшип       | 39   | 20   | 4     | 2     | 1          | 0          | —      | —      | 44    | 22    |
| Блэкберн Роверс          | Итого            | Итого            | 66   | 33   | 6     | 2     | 1          | 0          | —      | —      | 73    | 35    |
| Астон Вилла              | 2015–16          | Премьер-лига     | 32   | 5    | 2     | 0     | 2          | 1          | —      | —      | 36    | 6     |
| Астон Вилла              | 2016–17          | Чемпионшип       | 18   | 4    | 2     | 0     | 2          | 0          | —      | —      | 22    | 4     |
| Астон Вилла              | Итого            | Итого            | 50   | 9    | 4     | 0     | 4          | 1          | —      | —      | 58    | 10    |
| Мидлсбро                 | 2016–17          | Премьер-лига     | 16   | 1    | 3     | 1     | 0          | 0          | —      | —      | 19    | 2     |
| Мидлсбро                 | 2017–18          | Чемпионшип       | 19   | 3    | 1     | 1     | 1          | 0          | —      | —      | 21    | 4     |
| Мидлсбро                 | 2018–19          | Чемпионшип       | 4    | 0    | 2     | 0     | 2          | 0          | —      | —      | 8     | 0     |
| Мидлсбро                 | 2019–20          | Чемпионшип       | 19   | 2    | 2     | 0     | 1          | 0          | —      | —      | 22    | 2     |
| Мидлсбро                 | Итого            | Итого            | 59   | 6    | 8     | 2     | 4          | 0          | —      | —      | 71    | 8     |
| Мельбурн Виктори         | 2020–21          | А-Лига           | 17   | 5    | —     | —     | —          | —          | —      | —      | 17    | 5     |
| Эстегляль                | 2021–22          | Про-лига         | 23   | 3    | 2     | 0     | —          | —          | —      | —      | 25    | 3     |
| Итого за карьеру         | Итого за карьеру | Итого за карьеру | 269  | 64   | 23    | 5     | 17         | 4          | —      | —      | 292   | 73    |

## Достижения
«Кардифф Сити»
- Финалист Кубка Лиги: 2011/12[48]
- Чемпион Футбольной лиги Англии: 2012/13

 «Эстегляль»
- Чемпион Ирана: 2021/22

Индивидуальные
- Лучший игрок месяца в Чемпионшипе: Апрель 2014[49]